# Csaba Ternyák
Csaba Ternyák (Fertőszentmiklós, 4 dicembre 1953) è un arcivescovo cattolico ungherese, dal 15 marzo 2007 arcivescovo metropolita di Eger.

## Biografia
Csaba Ternyák è nato a Fertőszentmiklós il 4 dicembre 1953.

### Formazione e ministero sacerdotale
Ha compiuto gli studi filosofici e teologici nel seminario di Győr e presso la Facoltà di teologia di Budapest, conseguendo la laurea in teologia. In seguito ha frequentato la Pontificia Università Gregoriana a Roma, ottenendo il diploma in teologia dogmatica.
Il 21 giugno 1979 è stato ordinato sacerdote per la diocesi di Győr dal vescovo Kornél Pataky (Pataki), assumendo poi l'ufficio di segretario del vescovo diocesano. Dal 1988 al 1992 è stato rettore del Pontificio collegio germanico-ungarico a Roma, collaborando, nel contempo, alle trasmissioni di Radio Vaticana. È stato postulatore di due cause di beatificazione: quella del beato Vilmos Apor (vescovo e martire) e quella del beato László Batthyány-Strattmann (laico, medico dei poveri).

### Ministero episcopale
Il 24 dicembre 1992 papa Giovanni Paolo II lo ha nominato vescovo ausiliare di Strigonio e titolare di Eminenziana. Ha ricevuto l'ordinazione episcopale il 6 gennaio successivo nella basilica di San Pietro in Vaticano dallo stesso pontefice, coconsacranti gli arcivescovi Giovanni Battista Re, Sostituto per gli Affari Generali della Segreteria di Stato, e Justin Francis Rigali, segretario della Congregazione per i vescovi.
Dal 1992 al 1997 è stato segretario della Conferenza episcopale ungherese.
Ha partecipato come membro della delegazione della Santa Sede alle trattative che hanno portato alla firma dell'accordo tra la Santa Sede e l'Ungheria, siglato in Vaticano il 20 giugno 1997.
L'11 dicembre 1997 è stato nominato segretario della Congregazione per il clero ed elevato alla dignità arcivescovile.
Il 15 marzo 2007 papa Benedetto XVI lo ha nominato arcivescovo metropolita di Eger. Ha preso possesso dell'arcidiocesi il 9 giugno 2007.

## Genealogia episcopale
La genealogia episcopale è:
- Cardinale Scipione Rebiba
- Cardinale Giulio Antonio Santori
- Cardinale Girolamo Bernerio, O.P.
- Arcivescovo Galeazzo Sanvitale
- Cardinale Ludovico Ludovisi
- Cardinale Luigi Caetani
- Cardinale Ulderico Carpegna
- Cardinale Paluzzo Paluzzi Altieri degli Albertoni
- Papa Benedetto XIII
- Papa Benedetto XIV
- Papa Clemente XIII
- Cardinale Enrico Benedetto Stuart
- Papa Leone XII
- Cardinale Chiarissimo Falconieri Mellini
- Cardinale Camillo Di Pietro
- Cardinale Mieczysław Halka Ledóchowski
- Cardinale Jan Maurycy Paweł Puzyna de Kosielsko
- Arcivescovo Józef Bilczewski
- Arcivescovo Bolesław Twardowski
- Arcivescovo Eugeniusz Baziak
- Papa Giovanni Paolo II
- Arcivescovo Csaba Ternyák